# The Girl Philippa
The Girl Philippa er en amerikansk stumfilm fra 1917 af S. Rankin Drew.

## Medvirkende
- Anita Stewart som Philippa.
- S. Rankin Drew som Warner.
- Frank Morgan som Halkett.
- Mrs. Curley som Ella.
- Billie Billings.